# 佐々木真理
佐々木 真理（ささき まり）は、日本の作曲家、歌手。久宝留理子や米倉千尋らに楽曲を提供。また栗林みな実・L'Arc～en～Ciel・スガシカオ・ゴスペラーズ等のライブにもバックバンド・コーラスとして参加。千葉のローカルタレントジャガーのアルバム『愛の形見』（1992年）にコーラスとして参加。佐々木真里、佐々木マリ、佐々木まり名義で活動したこともあった。

## 主なボーカル参加作品

### アニメ・OVA
- OVA「リヨン伝説フレア2 禁断の惑星」（1990年）※佐々木真里名義
  - 「星のように眠らせて」（ED）
- アニメ「チエちゃん奮戦記 じゃりン子チエ」（1991年）
  - 「三日月ロンリネス」（ED） - 1991年
- アニメ「クッキングパパ」（1992年）※佐々木真里名義
  - 「パパは何でも知っている」（第1期ED）
- アニメ「無責任艦長タイラー」（1993年）※佐々木真里名義
  - 「just think of tomorrow」（OP）
  - 「ダウンタウンダンス」（ED）
  - 「just think of tomorrow＜ENGLISH VERSION＞」（イメージソング）
  - 「In Your Eyes」（イメージソング）
  - 「そして自由になろう」（イメージソング）
  - 「1.2.3.4.5 GET Ready!」（イメージソング）
- OVA「無責任艦長タイラー特別編」（1994年）※佐々木真里名義
  - 「千億光年つないで」 （ED）
  - 「お先に失礼!!」（イメージソング）
  - 「Who are you? 明日を越えたら」（イメージソング）
- アニメ「銀河戦国群雄伝ライ」（1994年）
  - 「夢化粧」（ED）
- OVA「戦ー少女イクセリオン」（1995年）
  - 戦ー少女イクセリオン（OP）

- OVA「元祖爆れつハンター」（1996年）※佐々木真里名義
  - 「SHOOT! LOVE HUNTER」（OP）
- OVA「AIKa」（1997年）※佐々木真里名義
  - 「SILENTCITY -AIKa-」（第1期OP）

### 特撮ドラマ
- 「忍者戦隊カクレンジャー」（1994年）※佐々木真里名義
  - 「鶴姫!強さは目にも美しい」（挿入歌）
- 「超力戦隊オーレンジャー」（1995年）※佐々木真里名義
  - 「輝きの舞い」（挿入歌） ※作編曲も担当

### コミック・ドラマCD・ゲーム
- やじきた学園道中記-牡丹慕情編- オリジナル・アルバム（1991年）※佐々木真里名義
  - 「Someday Somwehere」
  - 「Midnight Call」
- マリオネットジェネレーション イメージアルバム（1991年）※佐々木真里名義
  - 「ファースト・ジェネレーション」
  - 「元気そうでうれしかった」
- コードネームはCharmer イメージアルバム（1991年）
  - 「真夜中のプリズナー」
  - 「Green Angel」
- 「1番のジュエル」（赤川次郎「悪魔シリーズ」テーマソング） - 1993年 ※佐々木真里名義
- 「戦 - 少女イクセリオン」（戦ー少女イクセリオン ドラマCD OP） - 1993年
- 「Rain Town Parade」（アニマガ・パラディ マンスリードラマ・シリーズ 悪魔と踊れ ED） - 1994年 ※佐々木真里名義
- 蓬萊学園ドラマCD（1994年）※佐々木真里名義
  - 「You Do!」（OP）
  - 「Prologue」（ED）※YASUとのデュエット
- ゲーム「TEAM INNOCENT -The Point of No Return-」（1994年）
  - 「WE ARE THE INNOCENT」（OP）
  - 「I NEVER FORGET MY DREAM」（ED）
- アーシアン オーディオ・ドラマ（1994年）※佐々木真里名義
  - 「あなたに輝きたい」（メインテーマ）
  - 「捜し物はL・O・V・E」（ED1）
  - 「出逢いから未来へ」（ED3）
- 「DRESSED TO KILL」（PRINCESS OF DARKNESS プリンセス・オブ・ダークネス ドラマティックCDブック） - 1995年 ※佐々木真里名義
- 「君がいるから」（ドラマCD「アーシアン PARADISE LOST」ED） ※佐々木真里名義 - 1996年

### カバー
- 「サザエさん」（サザエさん OP） ※佐々木真里名義
- 「はたらくくるま3」（ひらけ!ポンキッキ） ※佐々木真里名義
- 「グローイング・アップ」（私のあしながおじさん OP）

## 作曲・編曲
- 「reduce」（久宝留理子）
- 「風に乗って」（久宝留理子）
- 「美人もブスも」（内田有紀）
- 「RIDE ON」（小比類巻かほる）
- 「この空の向こう」 - GENERATION OF CHAOS（金月真美）
- 「輝きの舞い」 - 超力戦隊オーレンジャー
- 「雨」 - バブルガムクライシス TOKYO 2040（プリス・アサギリ the same 須藤あきら）
- 「Believe～あなただけ映したい～」（米倉千尋）
- 「Harmoney」（米倉千尋）
- 「ミモザ」（ゴスペラーズ）

## ライブサポート
- 栗林みな実 - キーボード
- スガシカオ - キーボード、コーラス
- ゴスペラーズ - キーボード

| スタブアイコン | サブスタブ | この項目は、まだ閲覧者の調べものの参照としては役立たない、歌手に関連した書きかけの項目です。この項目を加筆・訂正などしてくださる協力者を求めています（P:音楽/PJ:芸能人）。 |